# Stéphanie Cano
Pour les articles homonymes, voir Cano.
Stéphanie Cano, née le 17 avril 1974 à Bordeaux, est une ancienne joueuse de handball française évoluant au poste d'ailière droite. Elle était capitaine de l'équipe de France lors du titre de champion du monde 2003.

## Biographie
Stéphanie Cano découvre le handball sur le tard, ayant pratiqué d'autres sports auparavant. Elle rejoint le groupe France en 1993 et fait partie de l'équipe qui remporte la médaille d'argent du Mondial 1999, finale perdue face à la Norvège. 
Lors des jeux de Sydney, elle affronte le sélectionneur national Olivier Krumbholz sur sa gestion en groupe. Celui en fait ensuite la capitaine de l'équipe de France qui remporte une nouvelle médaille internationale avec le bronze de l'Euro 2002 au Danemark. L'année suivante, elle a l'honneur de mener l'équipe de France au titre mondial en Croatie en prolongation face à la Hongrie.
Elle décide ensuite de faire une pause avec l'équipe de France pour mener à bien ses études de kinésithérapeute. Revenue en équipe de France, elle remporte une nouvelle médaille de bronze lors de l'Euro 2006. Pour le mondial 2007 qui se déroule en France, elle est redevenue capitaine et est l'une des joueuses majeures lors du premier tour. Malheureusement, elle se blesse à la cuisse gauche ce qui la prive du tour principal.
En club, elle devient la première Française à disputer une finale de la Ligue des champions en 2003 avec le club espagnol de Valence. Puis, l'année suivante, elle atteint de nouveau la finale avec le club danois de Slagelse FH. Mais cette fois, elle devient la première Française à remporter le trophée.
En 2005, elle retrouve la France où elle évolue pendant 3 saisons au CA Béglais en première division puis deux en D2. En 2010, elle décide de mettre un terme à sa carrière. Devenue kiné, elle a coupé pendant une période avec le handball avant de devenir en 2013 membre du conseil de surveillance de la toute nouvelle Union Mios Biganos Bègles (LFH).

## Palmarès

### Club
compétitions internationales 
- vainqueur de la Ligue des champions en 2004 (avec Slagelse DT)
  - finaliste en 2003 (avec Milar L'Eliana Valence)

compétitions nationales
- troisième du championnat de France en 2000
- vainqueur du championnat de France de deuxième division en 1996, 1999
- vainqueur de la  Supercoupe d'Espagne en 2003
- deuxième du championnat d'Espagne en 2003
- deuxième du championnat du Danemark en 2004

### Équipe de France
- Jeux olympiques
  - 6e aux Jeux olympiques de 2000 à Sydney,  Australie
  - 4e aux Jeux olympiques de 2004 à Athènes,  Grèce
  - 5e aux Jeux olympiques de 2008 à Pékin,  Chine

- Championnats du monde
  -  Vice-championne du Monde 1999,  Norvège et  Danemark
  -  Championne du monde 2003,  Croatie

- Championnats d'Europe
  -  Médaille de bronze au Championnat d'Europe 2002,  Danemark
  -  Médaille de bronze au Championnat d'Europe 2006 ,  Suède

- Jeux méditerranéens
  -  Médaille d'or aux Jeux méditerranéens 2001

- autres[1]
  - début avec l'Équipe de France le 7 septembre 1993 contre la Suède
  - 242 sélections et 486 buts entre 1993 et 2008

## Distinction personnelle
- Élue meilleure ailière droite du Championnat d'Europe 2002